# Diplomystes nahuelbutaensis
Diplomystes nahuelbutaensis é uma espécie de peixe da família Diplomystidae.
É endémica do Chile.